# Магнолия (филм)
Магнолия (на английски: Magnolia) е американски филм от 1999 г. на режисьора Пол Томас Андерсън. Участват Джон Райли, Том Круз, Джулиан Мур, Филип Хофман, Джейсън Робардс и Уилям Мейси. Действието във филма се развива в долината Сан Фернандо в Лос Анжелис.

## В ролите
| Изпълнител          | Роля            |
| ------------------- | --------------- |
| Том Круз            | Франк Меки      |
| Джулиан Мур         | Линда Патридж   |
| Филип Бейкър Хол    | Джими Гейтър    |
| Джон Райли          | Джим Каринг     |
| Мелора Уолтърс      | Клаудия Гейтър  |
| Уилям Мейси         | Дони Смит       |
| Филип Сиймур Хофман | Фил Парма       |
| Джейсън Робардс     | Ърл Патридж     |
| Джереми Блекман     | Стенли Спектор  |
| Майкъл Боуен        | Рик Спектор     |
| Мелинда Дилън       | Роза Гейтор     |
| Луис Гусман         | Луис            |
| Алфред Молина       | Соломон Соломон |

## Награди и номинации
- 2000 Печели награда „Златна мечка“.

За ролята си в „Магнолия“ Том Круз печели номинация за „Оскар“ за най-добра поддържаща мъжка роля и печели награда „Златен глобус“ в същата категория през 2000 г.